# كربين

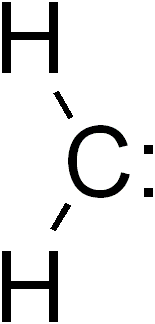
يعد الميثيلين أبسط مركبات الكربينات.

الكربين في الكيمياء هو نوع كيميائي يحوي في تركيبه الجزيئي على ذرّة كربون في حالة تكافؤ 2 مع وجود إلكترونَي تكافؤ غير مرتبطين، بحيث أن له الصيغة العامة R-(C:)-R' أو :R=C.
يشير لفظ الكربين أيضاً إلى المركب الكيميائي التالي :H2C، والذي يسمى ميثيلين، والذي هو أبسط مركبات الكربين، والذي يمكن أن تشتق منه الكربينات الأخرى.
يمكن أن تصنف الكربينات حسب حالة اللف المغزلي إلى حالة أحادية أو ثلاثية وذلك حسب البنية الإلكترونية.
تعد الكربينات من الأنواع النشيطة كيميائياً، لذلك فهي قصيرة العمر، وتتفاعل بسرعة. يمكن الحصول على مشتقات من الكربينات مثل ثنائي كلورو الكربين :Cl2C، والذي يمكن أن يحضّر في الموقع in situ من الكلوروفورم بوجود قاعدة قوية.